# بابلو باردال
بابلو باردال (بالبرتغالية: Pablo Pardal‏) هو لاعب كرة قدم برازيلي في مركز الوسط، ولد في 21 أبريل 1999 في البرازيل. لعب مع سبورت ريسيفي.

## وصلات خارجية
- بابلو باردال على موقع قاعدة بيانات كرة القدم.إي يو (الإنجليزية)
- بابلو باردال على موقع Soccerway.com (الإنجليزية)